# Hoya subcalva
Hoya subcalva är en oleanderväxtart som beskrevs av Isaac Henry Burkill. Hoya subcalva ingår i släktet Hoya och familjen oleanderväxter. Inga underarter finns listade i Catalogue of Life.